# Spectroscopie
La spectroscopie, ou spectrométrie, est l'étude expérimentale ou théorique du spectre d'un phénomène physique, c'est-à-dire de sa décomposition sur une échelle d'énergie, ou toute autre grandeur se ramenant à une énergie (fréquence, longueur d'onde, etc.).
Historiquement, ce terme s'appliquait à la décomposition, par exemple par un prisme, de la lumière visible émise (spectrométrie d'émission) ou absorbée (spectrométrie d'absorption) par l'objet à étudier. Aujourd'hui, ce principe est décliné en une multitude de techniques expérimentales spécialisées qui trouvent des applications dans quasiment tous les domaines de la physique au sens large : astronomie, astrophysique, biophysique, chimie, physique atomique, physique des plasmas, physique nucléaire, physique du solide, mécanique, acoustique, etc. On analyse par spectroscopie non seulement la lumière visible, mais aussi le rayonnement électromagnétique dans toutes les gammes de fréquence, les ondes élastiques comme le son ou les ondes sismiques, ou encore des particules (l'usage du terme « spectroscopie » est toutefois inapproprié, car on ne mesure pas à proprement parler l'énergie mais plutôt la masse des particules).
De manière générale, l'instrument de mesure permettant d'obtenir un spectre est appelé spectroscope, spectrographe ou spectromètre. Le suffixe « -scopie » fait référence à l'observation visuelle, par exemple la projection sur un écran ou bien l'utilisation d'une lunette d'observation. Le suffixe« -grahie » fait référence à l'enregistrement, comme l'impression sur un film photographique. Le suffixe « -métrie » fait référence à l'idée de mesure.

## Histoire
Dès le XIVe siècle, l'érudit Thierry de Freiberg (1311) avait décrit la dispersion de la lumière par un dioptre épais (en l'occurrence des urinaux) et s'était efforcé d'expliquer sur cette base le phénomène de l'arc-en-ciel. Avec le succès de La Magie naturelle (1558) de della Porta, les dioptres en verre devinrent des curiosités qu'on pouvait se procurer lors des foires. C'est ainsi qu'en 1672, Newton écrivait à un de ses correspondants : « Afin de tenir ma plus récente promesse, je vous ferai savoir, sans plus de cérémonie, qu'au commencement de 1666, je me procurai un prisme de verre triangulaire pour faire l'expérience du célèbre phénomène des couleurs […] Il me fut agréable de contempler les couleurs vives et intenses ainsi produites »,. Newton étudia ce phénomène systématiquement et publia dans son traité intitulé Opticks ses résultats sur la dispersion de la lumière. Il indiqua d'abord comment la lumière blanche peut être décomposée en composantes monochromes avec un prisme ; puis il prouva que ce n'est pas le prisme qui émet ou produit les couleurs, mais que ce dioptre ne fait que séparer les constituants de la lumière blanche.
Quoique la théorie corpusculaire de la lumière formulée par Descartes et Newton fût graduellement supplantée par la théorie ondulatoire de Huygens et Fresnel, il fallut cependant attendre le XIXe siècle pour que la mesure quantitative des raies lumineuses bénéficie d'un protocole universellement reconnu et adopté. Comme cela sera longtemps le cas pour ses continuateurs, Newton utilisait comme sources de lumière blanche tantôt la flamme d'une bougie, tantôt la lumière du Soleil ou des étoiles. De nouvelles expériences menées avec des prismes fournirent les premiers indices que les spectres sont caractéristiques des constituants chimiques : en brûlant différents sels en solution dans l'alcool, les savants constatèrent que la lumière de la flamme, une fois décomposée au prisme, donnait des successions de couleur différentes. Ces observations restaient encore qualitatives, et les raies étaient décrites par des noms de couleur, non par des nombres.

Le spectre solaire et les raies de Fraunhofer.

L’opticien bavarois Fraunhofer fit faire un spectaculaire bond en avant à la discipline en remplaçant le prisme par un réseau de diffraction comme instrument de dispersion des longueurs d'onde. Fraunhofer dédaignait les théories des interférences lumineuses réalisées par Thomas Young, François Arago et Augustin Fresnel. Il procéda à ses propres expériences pour étudier l'effet de diffraction par une seule fente rectangulaire, puis par deux fentes, etc. jusqu'à mettre au point un diaphragme percé de milliers de fentes équidistantes mais très rapprochées ; il forma ainsi le premier réseau de diffraction. Or, non seulement les interférences produites par un réseau de diffraction améliorent beaucoup la résolution spectrale par rapport au prisme, mais elles permettent de mesurer les différentes longueurs d'onde de la lumière résolue. L'échelle absolue de longueurs d'onde ainsi établie par Fraunhofer ouvrit la voie à la comparaison des spectres obtenus par les grands laboratoires d'Europe, quelle qu'ait été la source lumineuse (flammes et le soleil) et les instruments. Fraunhofer effectua et publia des observations systématiques du spectre solaire, et les raies sombres qu'il remarqua (1814) et dont il calcula les longueurs d’onde sont aujourd'hui appelées raies de Fraunhofer.
Tout au long des années 1800, plusieurs savants améliorèrent les techniques et la compréhension de la spectroscopie,.
Au cours des années 1820, les astronomes John Herschel et William H. F. Talbot entreprirent l’observation spectroscopique systématique des différents sels chimiques connus en analysant leur couleur de flamme. En 1835, Charles Wheatstone signala qu'on pouvait facilement reconnaître les sels des différents métaux grâce aux raies claires du spectre d'émission de leurs étincelles, technique alternative au test de flamme des chimistes.
En 1849, Léon Foucault démontra expérimentalement que les raies d’absorption et d’émission de même couleur (de même longueur d’onde) proviennent du même corps chimique, les autres différences venant de la différence de température de la source lumineuse.
En 1853, le physicien Suédois Anders Jonas Ångström fit connaître ses observations et sa théorie du spectre des gaz dans son traité Optiska Undersökningar présenté devant l’Académie royale des sciences de Suède. Ångström postulait que les gaz portés à incandescence émettent des rayons lumineux de même longueur d’onde que celles qu'ils peuvent absorber : il ignorait, comme on le voit, les résultats des expériences antérieures de Foucault. Vers la même époque, George Stokes et William Thomson (Lord Kelvin) envisageaient des hypothèses similaires. Ångström mesura aussi le spectre d’émission visible de l'hydrogène, qu'on appellera par la suite « raies de Balmer ». En 1854 et 1855, David Alter publia ses observations sur les spectres des métaux et des gaz, contenant une description personnelles des raies de Balmer de l’hydrogène.

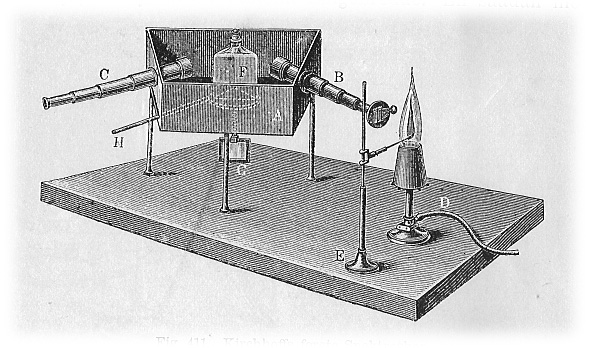
Le spectroscope de Kirchhoff et Bunsen.

On entreprit la compilation d'un catalogue systématique des spectres des différentes espèces chimiques dans les années 1860 avec les recherches du physicien allemand Gustav Kirchhoff et du chimiste Robert Bunsen. Bunsen et Kirchhoff appliquaient les techniques optiques de Fraunhofer, Bunsen améliorant pour sa part la qualité de flamme et développant un protocole expérimental rigoureux pour étudier en détail les spectres des composés chimiques. Ces deux savants confirmèrent le lien unique entre les éléments chimiques et leur spectre caractéristique. Par la même occasion, ils fixèrent la technique de l’analyse spectroscopique. En 1860, ils publièrent leurs recherches sur les spectres de huit éléments et reconnurent la présence de ces mêmes éléments dans différents produits chimiques,, démontrant ainsi qu'on pouvait employer la spectroscopie pour dépister les composants chimiques connus et reconnaître les éléments chimiques encore inconnus. Kirchhoff et Bunsen établirent aussi le lien entre les raies d'absorption et d’émission, ce qui leur permit d'attribuer la présence de certaines raies d'absorption du spectre solaire à des éléments chimiques particuliers. Kirchhoff poursuivit par des recherches fondamentales sur la nature des spectres d'absorption et d’émission, ce qui le conduisit à énoncer ce qu'on appelle aujourd'hui la loi du rayonnement de Kirchhoff. On retrouve l'application que Kirchhoff fit de cette loi en spectroscopie, avec les trois lois de spectroscopie :
- un objet chaud incandescent produit un spectre continu ;
- un gaz produit un spectre de raies de différentes longueurs d'onde (donc non continu), dépendant du niveau d'énergie des atomes du gaz (voir l'article spectre d'émission) ;
- un objet chaud entouré d'un gaz froid ou un gaz froid seul produit un spectre presque continu, et présentant des lacunes ponctuelles à certaines longueurs d'onde bien séparées, lacunes qui correspondent aux niveaux d'énergie des atomes composant le gaz.

Vers 1867, le R.P. Angelo Secchi, directeur de l'observatoire du Collège romain, poursuivit dans la voie engagée par Kirchhoff en répertoriant les étoiles selon leur spectre lumineux. Il était en effet convaincu que les étoiles se répartissaient selon une gradation logique à grande échelle. À l'aide d'un spectroscope, Secchi classa ainsi les étoiles en quatre catégories,, : étoiles de type I, II, III et IV (classe spectrale). Cette division spectrale prit une importance accrue lorsque l'on s'aperçut qu'elle correspondait à la température superficielle des astres. Grâce à l’analyse spectrale, Secchi avait compilé le premier catalogue spectral de l’histoire de l’astronomie : son travail sera repris trente ans plus tard par Williamina Fleming, Antonia Maury et Annie Jump Cannon.
À partir de 1863, William Huggins qui s’intéressait aux travaux de Kirchhoff et Bunsen sur les raies spectrales, observe, avec William Allen Miller, les étoiles les plus brillantes, et relève une similarité avec le spectre du Soleil. En 1864, il remarque la différence entre certaines nébuleuses dont le spectre est continu, comme celui d'une étoile, et d'autres qui montrent des raies d'émission. Dans la première catégorie figure la nébuleuse d'Andromède, aujourd'hui reconnue en tant que galaxie. L'autre catégorie inclut les nébuleuses gazeuses, telle NGC 6543. En 1868, il s'appuie sur les travaux de Christian Doppler et Hippolyte Fizeau sur le décalage des longueurs d'ondes d'un objet se déplaçant, pour montrer que l'étoile Sirius s'éloigne de la Terre à la vitesse de 47 km/s (bien que cette vitesse soit peu précise, ce résultat reste déterminant). Avec sa femme Margaret Lindsay Murray, ils signent un publication en 1892 sur le spectre de l’étoile nouvelle du Cocher, Novae Aurigae,,,.
Johann Balmer découvrit en 1885 que les quatre raies visibles dans le spectre de l'hydrogène formaient une progression, qu'il baptisa série spectrale. L'étude des raies spectrales suivantes, dans l'ultraviolet, conduisit à la formule de Rydberg (novembre 1888).

## Typologie
Les principaux phénomènes utilisés sont :
- l'émission de radiations par un échantillon après excitation par une source optique, thermique ou électrique : spectroscopie d'émission ;
- l'absorption de radiations par un échantillon quand il est illuminé par une source optique : spectroscopie d'absorption ;
- la fluorescence (absorption puis émission de radiation) : spectroscopie de fluorescence.

Ces phénomènes peuvent faire intervenir :
- les propriétés moléculaires, mettant en jeu les électrons qui participent aux liaisons chimiques : spectroscopie moléculaire ;
- les propriétés atomiques, mettant en jeu les électrons des atomes : spectroscopie atomique.

Le tableau ci-dessous présente une illustration des différentes techniques de spectroscopie en fonction du domaine de longueur d'onde.
| Domaine de longueur d'onde | Longueur d'onde            | Type de spectroscopie                                                       | Commentaires |
| -------------------------- | -------------------------- | --------------------------------------------------------------------------- | --- |
| Radiofréquence             | > 100 µm                   | Spectroscopie de résonance magnétique nucléaire                             | liaison chimique, conformation moléculaire, distances interatomiques                                                  |
| Radiofréquence             | > 100 µm                   | Résonance paramagnétique électronique                                       | entités paramagnétiques (radicaux, espèces transitoires…)                                                             |
| Radiofréquence             | > 100 µm                   | Résonance ferromagnétique                                                   | aimantation matériaux ferromagnétiques                                                                                |
| Micro-ondes                | > 30 µm                    | Spectroscopie rotationnelle                                                 | structure petites molécules (eau, ozone, chlorure d'hydrogène gazeux...) avec une haute précision                     |
| Infrarouge                 | De 1 à une vingtaine de µm | Spectroscopie infrarouge                                                    | groupements fonctionnels d'une molécule organique, liaisons chimiques, structure de la molécule                       |
| Infrarouge                 | De 1 à une vingtaine de µm | Spectroscopie proche infrarouge                                             | groupements fonctionnels d'une molécule organique, liaisons chimiques, structure de la molécule                       |
| Infrarouge                 | De 1 à une vingtaine de µm | Spectroscopie vibrationnelle                                                | groupements fonctionnels d'une molécule organique, liaisons chimiques, structure de la molécule                       |
| Visible et ultraviolet     | 102 nm                     | Spectroscopie ultraviolet-visible                                           | dosage des composés organiques conjugués et métaux de transition                                                      |
| Visible et ultraviolet     | 102 nm                     | Spectrophotométrie                                                          | dosage des composés organiques conjugués et métaux de transition                                                      |
| Visible et ultraviolet     | 102 nm                     | Spectroscopie Raman                                                         | fréquences des modes de vibration du cristal/de la molécule, énergie des ondes de spin                                |
| Visible et ultraviolet     | 102 nm                     | Spectroscopie de fluorescence                                               | molécules fluorescentes, environnement local de la molécule (conformation et interactions)                            |
| Visible et ultraviolet     | 102 nm                     | Spectroscopie de corrélation de fluorescence                                | molécules fluorescentes, environnement local de la molécule (conformation et interactions)                            |
| Visible et ultraviolet     | 102 nm                     | Spectroscopie Brillouin                                                     | constantes élastiques et caractéristiques magnétiques d'un matériau (aimantation, échange…)                           |
| Rayons X                   | < 100 nm                   | Spectrométrie d'absorption des rayons X (EXAFS et XANES)                    | EXAFS : environnement local d'un atome, distances avec les plus proches voisins XANES : état d'oxydation, coordinence |
| Rayons X                   | < 100 nm                   | Spectrométrie photoélectronique X (XPS)                                     | XPS : composition chimique à la surface d'un matériau (état d'oxydation, quantification d'éléments…)                  |
| Rayons X                   | < 100 nm                   | Spectrométrie de fluorescence des rayons X classique et en réflexion totale | quantification d'éléments chimiques                                                                                   |
| Rayons X                   | < 100 nm                   | Microsonde de Castaing                                                      | quantification d'éléments chimiques (analyse locale de l'ordre de 1 µm3)                                              |
| Rayons gamma               | 0.01 nm                    | Spectrométrie gamma                                                         | éléments radioactifs                                                                                                  |
| Rayons gamma               | 0.01 nm                    | Spectroscopie Mössbauer                                                     | état d'oxydation, ordre magnétique                                                                                    |

## Autres techniques de spectroscopie

### Spectrométrie de masse
- Spectrométrie de masse à ionisation secondaire
- Spectromètre de masse à attachement d'ions

### Spectrométrie électronique
- Spectrométrie Auger
- Spectroscopie de perte d'énergie des électrons (EELS)
- Spectrométrie photoélectronique UV
- Spectrométrie photoélectronique X

### Spectroscopie de résonance
- Spectroscopie de résonance magnétique nucléaire
- Résonance paramagnétique électronique
- Résonance ferromagnétique

### Autres
- Spectromètre
- Spectroscopie diélectrique
- Spectrométrie de mobilité ionique
- Ion scattering spectroscopy
- Spectroscopie de rétrodiffusion de Rutherford
- Spectroscopie d'impédance électrochimique
- Spectroscopie à écho de spin neutronique
- Spectroscopie photoacoustique
- Spectrométrie par torche à plasma
- Spectroscopie de résonance acoustique
- Spectroscopie par photodissociation infrarouge

## L'imagerie spectrale
L’imagerie spectrale forme une branche de la spectroscopie fondée sur la photographie numérique. Elle consiste à cartographier en tout point d'une image plane de l'objet analysé le spectre complet ou toute autre information de nature fréquentielle (comme celles recueillies par effet Doppler ou effet Zeeman sur une raie spectrale). Les principales applications se trouvent en astronomie (astrophysique et planétologie), analyse des plasmas dans les expériences de fusion nucléaire, et télédétection spatiale.
L'imagerie spectrale se divise en une multitude de techniques différentes, selon le domaine spectral analysé, la résolution spectrale, le nombre, l'épaisseur ou la contiguïté des bandes spectrales, et le domaine d'application : on parle ainsi d'imagerie multispectrale, superspectrale, spectrale intégrale, d'imagerie spectroscopique ou d'imagerie chimique. Ces termes désignent cependant rarement les cartes à quatre ou cinq bandes (tétrachromie, pentachromie) qui opèrent toujours dans le domaine de la lumière visible.

## La spectroscopie en astronomie
La spectroscopie est une technique largement utilisée en astronomie, essentiellement dans l'UV, l'optique et l'infrarouge. On distingue :
- la spectroscopie à longue fente qui utilise les premiers ordres de diffraction et est utilisée généralement pour la spectroscopie d'un seul objet à la fois ;
- la spectroscopie échelle qui utilise les ordres élevés de diffraction et qui permet d'atteindre de très hautes résolutions spectrales ;
- la spectroscopie multi-objets qui est dédiée à la spectroscopie simultanée de plusieurs objets à la fois, soit grâce à des masques, soit grâce à des fibres optiques.